# Купецио, Ксения Конрадовна
Купецио Ксения (Ксана) Конрадовна (19 сентября 1911, Москва — 1997, Москва) — график. Пейзажистка, автор натюрмортов. Член Московского Союза художников.

## Биография
Родилась в Москве. Мать — Ксения Эрнестовна Левашова-Стюнкель (1886—?), художница, родная сестра Б. Э. Стюнкеля. Отец — Конрад Теодор Купецио. Отчим — Александр Николаевич Левашов.
Сёстры: Ирина Купецио-Орлова (1908—1992) — архитектор и дизайнер, Алла Левашова — художница-модельер, создательница и организатор промышленной моды в СССР; брат — Мстислав Левашов (1912—1974), детский писатель.
...в один из наших приездов в Фарбовано мы узнали, что Левашов женился на какой-то москвичке, с двумя девочками. Его женой стала Ксения Эрнестовна Купецио, художница. Это была рослая блондинка типа шведки или финки, довольно симпатичная, но не первой молодости. Дочери старшая Ирина, моего возраста, и младшая Ксения. В их доме, выстроенном наподобие современных дач, т. е. одноэтажный, дешевый, деревянный, с большими окнами и очень жаркий, т. к. сильно пропускал солнце, стало пахнуть масляными красками, и повсюду висели полотна. Ксения Эрнестовна главным образом писала пионы белые и розовые.

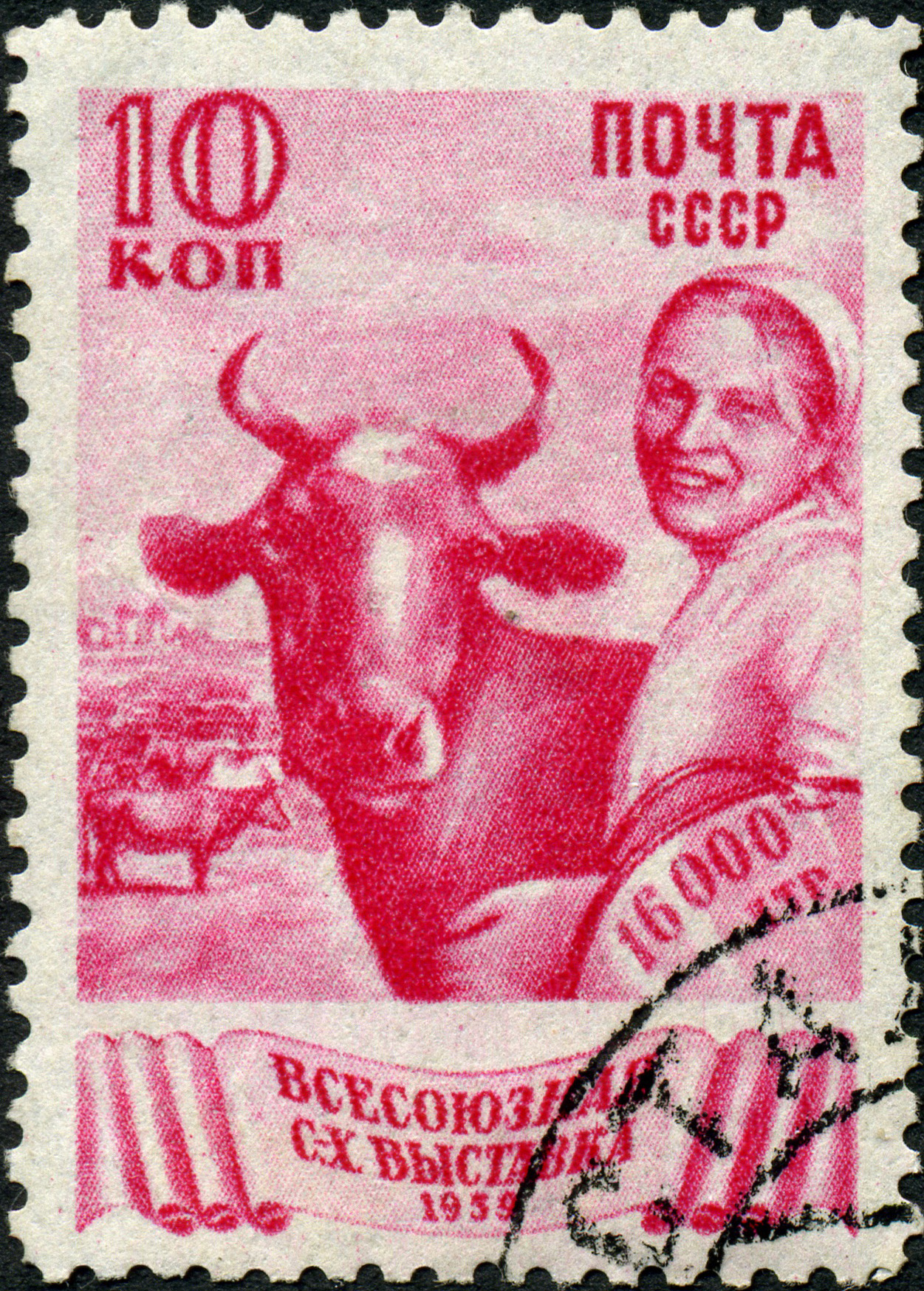
Ксения Купецио позировала для марки «Животноводство» (1939, 676)

В 1928 году окончила школу-девятилетку и приняла решение поступать в Высший художественно-технический институт. Для подготовки к экзаменам посещала студию Павла Яковлевича Павлинова на Остоженке, 37.
В 1929 году поступила во ВХУТЕИН, который был преобразован в полиграфический институт. Вместе с частью преподавателей перешла на графический факультет, входивший  в состав полиграфического института (в 1934 году на базе графического факультета был создан Московский институт изобразительных искусств), где училась в 1931–1934 годах. Учителями Ксении Купецио были Сергей Герасимов, Александр Дейнека, Лев Бруни, Дмитрий Моор, Надежда Удальцова Однокурсником Купецио являлся Сергей Урусевский. Её дипломная работа называлась «Этюды реки Яузы».
Начинала как плакатист. С 1931 года участвовала в выставках. Участница выставок-смотров молодых художников 1934 и 1936 годов, весенней МОССХ 1937 и осенней 1938 годов. С 1937 года — член МОССХ.
Ксения Купецио позировала для почтовой марки 1939 года, посвященной павильону «Животноводство» ВСХВ СССР.
В 1939 году входила в состав бригады, писавшей панно «Новая Москва» (на тему «Физкультурный парад») по эскизу Юрия Пименова для Советского павильона Всемирной выставки в Нью-Йорке.
В годы Великой Отечественной войны работала плакатистом, сотрудничала с военным издательством Наркомата обороны СССР. Совместно с братом Мстиславом Левашовым, оформила плакат «Окно ТАСС» № 7-I в 1942 году, посвящённый временному освобождению территории Крымского полуострова от фашистских войск.
В 1956 году с художницами Евгенией Малеиной и Ириной Жданко совершила совместную творческую поездку в Ленинабад.
В 1950—1990-е годы — автор многочисленных акварельных работ с изображениями городов СССР, преимущественно Москвы и Ленинграда, индустриальных пейзажей и цветочных натюрмортов («Розы в бокале» (1955), «Анютины глазки» (1959), «Маки» (1963) и другие). Многие её работы были выпущены большими тиражами на советских открытках.
В 1966 году её работа «Флоксы» участвовала в розыгрыше Второй всесоюзной художественной лотереи, проведение которой взяли на себя Союз художников СССР и Министерство культуры СССР, «в целях популяризации и широкого распространения среди трудящихся произведений советского изобразительного и декоративно-прикладного искусства»:  
Нет слов, чтобы выразить чувство благодарности автору — художнице К. К. Купецио (Москва) за ее чудесное романтическое произведение «Флоксы», где отражено мастерство автора картины. Милин В. В., фрезеровщик.
Жила в Москве в «Доме Художников на Беговой». Муж — Соколов Николай Яковлевич (1909—1967), художник. Дочь — Соколова Ксения Николаевна (1941 г. р.), художница.
Ксения Купецио умерла в 1997 году в Москве.

## Художественное наследие
Работы художницы находятся в собраниях многих музеев России, среди которых: 
- Государственный музей изобразительных искусств имени А. С. Пушкина
- Белозерский областной краеведческий музей
- Калининградский областной музей изобразительных искусств
- Кемеровский областной музей изобразительных искусств
- Курганский областной художественный музей
- Музей Москвы
- Мурманский областной художественный музей
- Новосибирский государственный художественный музей
- Пермская государственная художественная галерея[21]
- Рыбинский государственный историко-архитектурный и художественный музей-заповедник[22].